# Вересаєве
Вереса́єве (до 1927 року — Курувли́-Кенеґе́з; крим. Quruvlı Kenegez, до 1948 року — Комзетовка) — село в Євпаторійському районі Автономної Республіки Крим.
Відстань від райцентру до населеного пункта становить 17 кілометрів по прямій.

## Історія
Відоме з 1784 року.

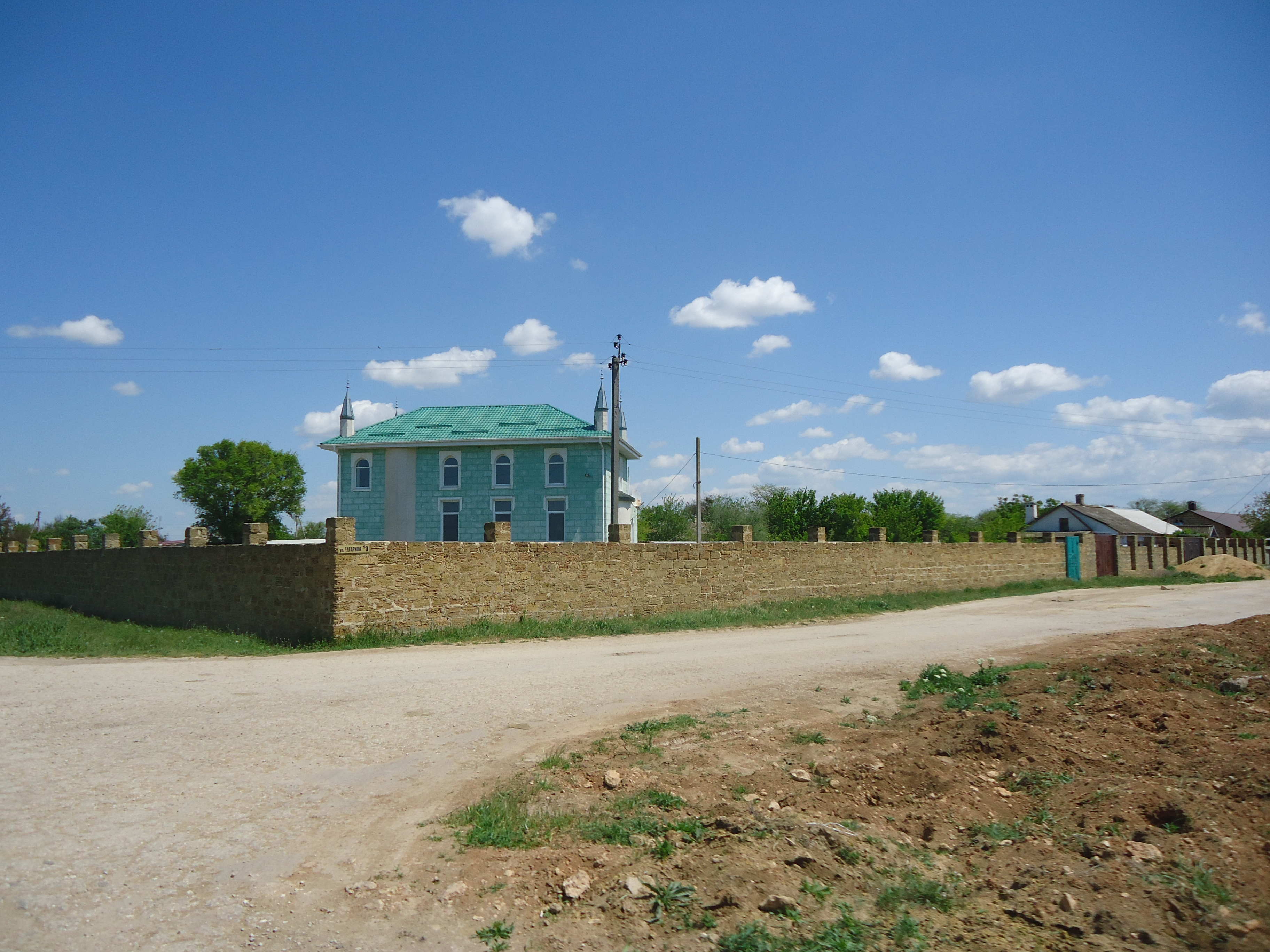
Курувли-Кенеґез Джамісі, 2022 рік

У 1927 році в селі з'явилися єврейські переселенці і воно було переймеоване на Комзетовку (по абревіатурі КОМЗЕТ — комітет із земельного пристрою єврейських трудящих).
У німецько-радянській війні брали участь 97 жителів сіла, 27 з них загинули. На честь загиблих односельців в селі встановлений обеліск.
У 1948 році отримало нинішню назву на честь письменника Вікентія Вересаєва.
До 1991 р. у селі знаходилася центральна садиба виноградарського радгоспу «Евпаторийский».
У 1961 р. почав працювати завод первинного виноробства.
На 1974 р. у Вересаєві була восьмилітня школа, бібліотека, медпункт, дитячий садок, продовольчий і промтоварний магазини, їдальня, комбінат побутового обслуговування і поштове відділення.
2 листопада 2012 року відбулося урочисте відкриття мечеті Курувли-Кенеґез Джамісі, яку збудували місцева громада віруючих спільно з ВАТ «Альраїд». На відкриття зібралося понад 300 осіб (як із самого Вересаєва, так і з навколишніх сіл).
У 2023 році у проєкті Постанови Верховної Ради України «Про перейменування деяких населених пунктів Автономної Республіки Крим» село запропоновано перейменувати на Курувли-Кенегез.